# Château de Heuqueville
Le château de Heuqueville est un château des XVIe et XVIIIe siècles situé au sud du centre-bourg sur la commune d'Heuqueville dans l'Eure, en Normandie.

## Historique
Après la conquête de la Normandie par Philippe-Auguste, la terre de Heuqueville est donnée en 1218 à Gaultier le Jeune, grand chambellan de France. À sa mort, elle passe à son fils Adam de Villebéon, gendre de Guillaume de Tancarville. Elle fera ensuite partie des possessions d'Enguerrand de Marigny. À la suite de la saisie des biens en 1315 après sa disgrâce, le roi fait don d'Heuqueville à Aubert V de Hangest, baron de Pont-Saint-Pierre.
Isabelle de Hangest épouse en 1367 Jean de Roncherolles. Son fils Guillaume recueille en 1407 les baronnies d'Heuqueville et de Pont-Saint-Pierre. Vers 1608, François de Roncherolles vend Heuqueville à Jean du Fay († 1615), capitaine de Rouen, seigneur du Taillis et de Vesly. Son fils Ozias lui succède puis son petit-fils Gaspard († 1663) dit l'abbé d'Heuqueville.
Adam de La Basoge aurait reçu Heuqueville de son oncle Le Chevrel. C'est lui qui aurait fait bâtir le château actuel. Protestant, il doit résigner sa charge en 1685. Mis sous séquestre, ses biens sont attribués en 1719 à Jean-Gédéon de Gosselin de Martigny, conseiller au Parlement de Rouen, écuyer ordinaire du roi. Ses biens sont saisis 10 ans plus tard. Jean-Gilles Hallé de Rouville est déclaré adjudicateur. Son fils Gilles-Louis fait inclure en 1773 Heuqueville dans le comté de Rouville dont hérite son petit-fils Louis-Guillaume en 1783. Endetté, il cède le 31 décembre 1787 la terre et la baronnie à Anne-Charles-Léonor, comte de Roncherolles. Charles-Léonor lui succède. Le château reste dans la famille jusqu'en 1949 quand le vicomte de Noüe le vend. Remis en vente en 1952, il est acquis la même année par la famille Budry. Des travaux d'aménagement ont permis d'ouvrir le site en gîte.

## Description

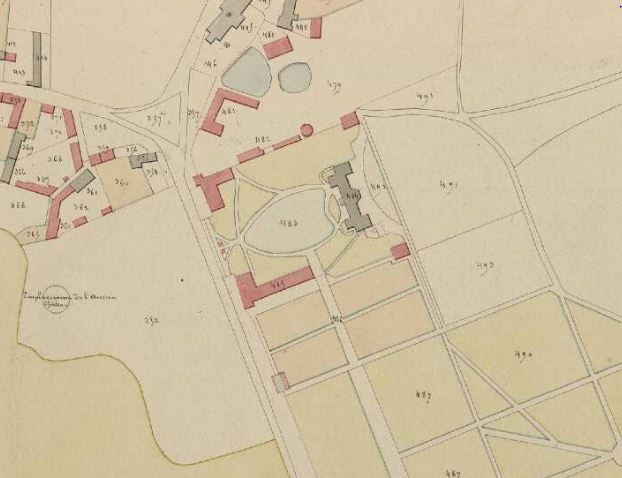
Extrait du cadastre napoléonien réalisé en 1830 montrant le vieux donjon à gauche et le nouveau château de Heuqueville

Le cadastre de 1830 permet de voir que le château-fort sur motte était situé face au château, de l'autre côté de la route. 
Le château construit par Adam de La Basoge est un logis en pierre calcaire et brique encadré d'ailes en retour. La cour est cernée de murs et grilles et encadrée sur la rue par 2 pavillons. Le colombier qui occupait à l'origine dans la cour d'honneur a été reconstruit en 1771 sur le côté, près de la ferme du château. Un puits du XVIIe siècle jouxte le corps de logis.
Au début du XIXe siècle le corps de logis est agrandi d'un pavillon à chaque extrémité et rehaussé d'un second étage formant attique sur la façade côté cour. Le milieu de la cour est occupé par un plan d'eau en amande. Un grand avant-corps à pan coupé est ajouté côté parc. Un autre plan d'eau en croissant y fait face. Le parterre à la française créé au XVIIIe siècle est transformé en jardin paysagé à l'anglaise.
Le château, composé de façon symétrique, dispose sur la travée centrale la façade sur la cour d'honneur d'une porte en plein cintre, surmonté d'une porte-fenêtre donnant sur un balcon. Il est surmonté d'un oculus encadré de vases. Cette composition serait due aux travaux réalisés par Jean-Gilles Hallé de Rouville.